# Анзе
Анзе (фр. Annezay) насеље је и општина у западној Француској у региону Поату-Шарант, у департману Приморски Шарант која припада префектури Сен Жан д'Анжели.
По подацима из 2011. године у општини је живело 164 становника, а густина насељености је износила 22,07 становника/km². Општина се простире на површини од 7,43 km². Налази се на средњој надморској висини од 60 метара (максималној 65 m, а минималној 5 m).

## Демографија
| 1962. | 1968. | 1975. | 1982. | 1990. | 1999. | 2011. |
| ----- | ----- | ----- | ----- | ----- | ----- | ----- |
| 211   | 214   | 194   | 178   | 149   | 175   | 164   |

График промене броја становника у току последњих година